# 2005
| [ Edytuj tabelę ]                                                | |
| Prezydent Polski                                                 | - 1995 Aleksander Kwaśniewski 2005 - 2005 Lech Kaczyński 2010                                                                                                 |
| Premier Polski                                                   | - 2004 Marek Belka 2005 - 2005 Kazimierz Marcinkiewicz 2006                                                                                                   |
| Prezydent Abchazji                                               | - 1994 Władisław Ardzinba 2005 - 2005 Siergiej Bagapsz 2011                                                                                                   |
| Premier Abchazji                                                 | - 2004 Nodar Chaszba 2005 - 2005 Aleksandr Ankwab 2010 |
| Prezydent Afganistanu                                            | - 2001 Hamid Karzaj 2014 |
| Prezydent Albanii                                                | - 2002 Alfred Moisiu 2007 |
| Premier Albanii                                                  | - 2002 Fatos Nano 2005 - 2005 Sali Berisha 2013 |
| Prezydent Algierii                                               | - 1999 Abd al-Aziz Buteflika 2019 |
| Premier Algierii                                                 | - 2003 Ahmad Ujahja 2006 |
| Współksiążęta Andory                                             | - 2003 Joan Enric Vives Sicília 2025 - 1995 Jacques Chirac 2007                                                                                               |
| Premier Andory                                                   | - 1994 Marc Forné Molné 2005 - 2005 Albert Pintat Santolària 2009                                                                                             |
| Prezydent Angoli                                                 | - 1979 José Eduardo dos Santos 2017 |
| Premier Angoli                                                   | - 2002 Fernando da Piedade Dias dos Santos 2008 |
| Premier Antigui i Barbudy                                        | - 2004 Baldwin Spencer 2014 |
| Król Arabii Saudyjskiej                                          | - 1982 Fahd ibn Abd al-Aziz Al Su’ud 2005 - 2005 Abd Allah ibn Abd al-Aziz Al Su’ud 2015                                                                      |
| Prezydent Argentyny                                              | - 2003 Néstor Kirchner 2007 |
| Prezydent Armenii                                                | - 1998 Robert Koczarian 2008 |
| Premier Armenii                                                  | - 2000 Andranik Markarian 2007 |
| Prezydent Autonomii Palestyńskiej                                | - 2004 Rauhi Fattuh 2005 - 2005 Mahmud Abbas 2013 |
| Premier Australii                                                | - 1996 John Howard 2007 |
| Prezydent Austrii                                                | - 2004 Heinz Fischer 2016 |
| Kanclerz Austrii                                                 | - 2000 Wolfgang Schüssel 2007 |
| Prezydent Azerbejdżanu                                           | - 2003 İlham Əliyev |
| Premier Azerbejdżanu                                             | - 2003 Artur Rasizadə 2018 |
| Premier Bahamów                                                  | - 2002 Perry Christie 2007 |
| Król Bahrajnu                                                    | - 2002 Hamad ibn Isa Al Chalifa |
| Premier Bahrajnu                                                 | - 1970 Chalifa ibn Salman Al Chalifa 2020 |
| Prezydent Bangladeszu                                            | - 2002 Iajuddin Ahmed 2009 |
| Premier Bangladeszu                                              | - 2001 Chaleda Zia 2006 |
| Premier Barbadosu                                                | - 1994 Owen Arthur 2008 |
| Król Belgów                                                      | - 1993 Albert II 2013 |
| Premier Belgii                                                   | - 1999 Guy Verhofstadt 2008 |
| Premier Belize                                                   | - 1998 Said Musa 2008 |
| Prezydent Beninu                                                 | - 1996 Mathieu Kérékou 2006 |
| Król Bhutanu                                                     | - 1972 Jigme Singye Wangchuck 2006 |
| Premier Bhutanu                                                  | - 2004 Yeshey Zimba 2005 - 2005 Sangay Ngedup 2006 |
| Prezydent Białorusi                                              | - 1994 Alaksandr Łukaszenka |
| Premier Białorusi                                                | - 2003 Siarhiej Sidorski 2010 |
| Prezydent Boliwii                                                | - 2003 Carlos Mesa Gisbert 2005 - 2005 Eduardo Rodríguez Veltzé 2006                                                                                          |
| Przewodniczący Prezydium Bośni i Hercegowiny                     | - 2004 Borislav Paravac 2005 - 2005 Ivo Miro Jović 2006 |
| Premier Bośni i Hercegowiny                                      | - 2002 Adnan Terzić 2007 |
| Prezydent Botswany                                               | - 1998 Festus Mogae 2008 |
| Prezydent Brazylii                                               | - 2003 Luiz Inácio Lula da Silva 2011 |
| Sułtan Brunei                                                    | - 1967 Hassanal Bolkiah |
| Prezydent Bułgarii                                               | - 2002 Georgi Pyrwanow 2012 |
| Premier Bułgarii                                                 | - 2001 Symeon Sakskoburggotski 2005 - 2005 Sergej Staniszew (odrzucony przez parlament) 2005 - 2005 Symeon Sakskoburggotski 2005 - 2005 Sergej Staniszew 2009 |
| Prezydent Burkiny Faso                                           | - 1987 Blaise Compaoré 2014 |
| Premier Burkiny Faso                                             | - 2000 Paramanga Ernest Yonli 2007 |
| Prezydent Burundi                                                | - 2003 Domitien Ndayizeye 2005 - 2005 Pierre Nkurunziza 2020                                                                                                  |
| Prezydent Chile                                                  | - 2000 Ricardo Lagos 2006 |
| Przewodniczący ChRL                                              | - 2003 Hu Jintao 2013 |
| Premier Chin                                                     | - 2003 Wen Jiabao 2013 |
| Prezydent Chorwacji                                              | - 2000 Stjepan Mesić 2010 |
| Premier Chorwacji                                                | - 2003 Ivo Sanader 2009 |
| Prezydent Cypru                                                  | - 2003 Tasos Papadopulos 2008 |
| Prezydent Cypru Północnego                                       | - 1983 Rauf Denktaş 2005 - 2005 Mehmet Ali Talat 2010 |
| Prezydent Czadu                                                  | - 1990 Idriss Déby 2021 |
| Premier Czadu                                                    | - 2003 Moussa Faki 2005 - 2005 Pascal Yoadimnadji 2007 |
| Prezydent Czech                                                  | - 2003 Václav Klaus 2013 |
| Premier Czech                                                    | - 2004 Stanislav Gross 2005 - 2005 Jiří Paroubek 2006 |
| Król Danii                                                       | - 1972 Małgorzata II 2024 |
| Premier Danii                                                    | - 2001 Anders Fogh Rasmussen 2009 |
| Prezydent DR Konga                                               | - 2001 Joseph Kabila 2019 |
| Dalajlama                                                        | - 1940 Tenzin Gjaco |
| Prezydent Dominikany                                             | - 2004 Leonel Fernández 2012 |
| Prezydent Dominiki                                               | - 2003 Nicholas Liverpool 2012 |
| Premier Dominiki                                                 | - 2004 Roosevelt Skerrit |
| Prezydent Dżibuti                                                | - 1999 Ismail Omar Guelleh |
| Premier Dżibuti                                                  | - 2001 Dileita Mohamed Dileita 2013 |
| Prezydent Egiptu                                                 | - 1981 Husni Mubarak 2011 |
| Premier Egiptu                                                   | - 2004 Ahmad Nazif 2011 |
| Prezydent Ekwadoru                                               | - 2003 Lucio Gutiérrez 2005 - 2005 Alfredo Palacio 2007 |
| Prezydent Erytrei                                                | - 1993 Isajas Afewerki |
| Prezydent Estonii                                                | - 2001 Arnold Rüütel 2006 |
| Premier Estonii                                                  | - 2003 Juhan Parts 2005 - 2005 Andrus Ansip 2014 |
| Prezydent Etiopii                                                | - 2001 Gyrma Uelde-Gijorgis 2013 |
| Premier Etiopii                                                  | - 1995 Meles Zenawi 2012 |
| Przew. Komisji Europejskiej                                      | - 2004 José Manuel Durão Barroso (Portugalia) 2014 |
| Prezydent Fidżi                                                  | - 2000 Josefa Iloilo 2006 |
| Premier Fidżi                                                    | - 2001 Laisenia Qarase 2006 |
| Prezydent Filipin                                                | - 2001 Gloria Macapagal-Arroyo 2010 |
| Prezydent Finlandii                                              | - 2000 Tarja Halonen 2012 |
| Premier Finlandii                                                | - 2003 Matti Vanhanen 2010 |
| Prezydent Francji                                                | - 1995 Jacques Chirac 2007 |
| Premier Francji                                                  | - 2002 Jean-Pierre Raffarin 2005 - 2005 Dominique de Villepin 2007                                                                                            |
| Prezydent Gabonu                                                 | - 1967 Omar Bongo 2009 |
| Premier Gabonu                                                   | - 1999 Jean-François Ntoutoume Emane 2006 |
| Prezydent Gambii                                                 | - 1994 Yahya Jammeh 2017 |
| Prezydent Ghany                                                  | - 2001 John Kufuor 2009 |
| Prezydent Grecji                                                 | - 1995 Konstandinos Stefanopulos 2005 - 2005 Karolos Papulias 2015                                                                                            |
| Premier Grecji                                                   | - 2004 Kostas Karamanlis 2009 |
| Premier Grenady                                                  | - 1995 Keith Mitchell 2008 |
| Prezydent Gruzji                                                 | - 2004 Micheil Saakaszwili 2007 |
| Premier Gruzji                                                   | - 2003 Zurab Żwania 2005 - 2005 Micheil Saakaszwili (tym.) 2005 - 2005 Zurab Nogaideli 2007                                                                   |
| Prezydent Gujany                                                 | - 1999 Bharrat Jagdeo 2011 |
| Premier Gujany                                                   | - 1999 Samuel Hinds 2015 |
| Prezydent Gwatemali                                              | - 2004 Óscar Berger Perdomo 2008 |
| Prezydent Gwinei                                                 | - 1984 Lansana Conté 2008 |
| Premier Gwinei                                                   | - 2004 Cellou Dalein Diallo 2006 |
| Prezydent Gwinei Bissau                                          | - 2003 Henrique Rosa 2005 - 2005 João Bernardo Vieira 2009 |
| Premier Gwinei Bissau                                            | - 2004 Carlos Gomes Júnior 2005 - 2005 Aristides Gomes 2007                                                                                                   |
| Prezydent Gwinei Równikowej                                      | - 1979 Teodoro Obiang Nguema Mbasogo |
| Premier Gwinei Równikowej                                        | - 2004 Miguel Abia Biteo Boricó 2006 |
| Prezydent Haiti                                                  | - 2004 Boniface Alexandre (p.o.) 2006 |
| Premier Haiti                                                    | - 2004 Gérard Latortue 2006 |
| Król Hiszpanii                                                   | - 1975 Jan Karol I 2014 |
| Premier Hiszpanii                                                | - 2004 José Luis Rodríguez Zapatero 2011 |
| Król Holandii                                                    | - 1980 Beatrycze 2013 |
| Premier Holandii                                                 | - 2002 Jan Peter Balkenende 2010 |
| Prezydent Hondurasu                                              | - 2002 Ricardo Maduro 2006 |
| Najwyższy przywódca Iranu                                        | - 1989 Ali Chamenei |
| Prezydent Iranu                                                  | - 1997 Mohammad Chatami 2005 - 2005 Mahmud Ahmadineżad 2013                                                                                                   |
| Prezydent Iraku                                                  | - 2004 Ghazi Maszal Adżil al-Jawar 2005 - 2005 Dżalal Talabani 2014                                                                                           |
| Premier Iraku                                                    | - 2004 Ijad Allawi 2005 - 2005 Ibrahim al-Dżafari 2006 |
| Prezydent Indii                                                  | - 2002 A.P.J. Abdul Kalam 2007 |
| Premier Indii                                                    | - 2004 Manmohan Singh 2014 |
| Prezydent Indonezji                                              | - 2004 Susilo Bambang Yudhoyono 2014 |
| Prezydent Irlandii                                               | - 1997 Mary McAleese 2011 |
| Premier Irlandii                                                 | - 1997 Bertie Ahern 2008 |
| Prezydent Islandii                                               | - 1996 Ólafur Ragnar Grímsson 2016 |
| Premier Islandii                                                 | - 2004 Halldór Ásgrímsson 2006 |
| Prezydent Izraela                                                | - 2000 Mosze Kacaw 2007 |
| Premier Izraela                                                  | - 2001 Ariel Szaron 2006 |
| Premier Jamajki                                                  | - 1992 Percival James Patterson 2006 |
| Cesarz Japonii                                                   | - 1989 Akihito 2019 |
| Premier Japonii                                                  | - 2001 Jun’ichirō Koizumi 2006 |
| Prezydent Jemenu                                                 | - 1990 Ali Abd Allah Salih 2012 |
| Król Jordanii                                                    | - 1999 Abd Allah II |
| Premier Jordanii                                                 | - 2003 Fajsal al-Fajiz 2005 - 2005 Adnan Badran 2005 - 2005 Maruf al-Bachit 2007                                                                              |
| Król Kambodży                                                    | - 2004 Norodom Sihamoni |
| Premier Kambodży                                                 | - 1993 Hun Sen 2023 |
| Prezydent Kamerunu                                               | - 1982 Paul Biya |
| Premier Kamerunu                                                 | - 2004 Ephraïm Inoni 2009 |
| Premier Kanady                                                   | - 2003 Paul Martin 2006 |
| Prezydent Górskiego Karabachu                                    | - 1997 Arkadi Ghukasjan 2007 |
| Emir Kataru                                                      | - 1995 Hamad ibn Chalifa 2013 |
| Premier Kataru                                                   | - 1996 Abd Allah ibn Chalifa 2007 |
| Prezydent Kazachstanu                                            | - 1991 Nursułtan Nazarbajew 2019 |
| Premier Kazachstanu                                              | - 2003 Daniał Achmetow 2007 |
| Prezydent Kenii                                                  | - 2002 Mwai Kibaki 2013 |
| Prezydent Kirgistanu                                             | - 1991 Askar Akajew 2005 - 2005 Iszenbaj Kadyrbiekow (p.o.) 2005 - 2005 Kurmanbek Bakijew 2010                                                                |
| Premier Kirgistanu                                               | - 2002 Nikołaj Tanajew 2005 - 2005 Kurmanbek Bakijew 2005 - 2005 Feliks Kułow 2007                                                                            |
| Prezydent Kolumbii                                               | - 2002 Álvaro Uribe Vélez 2010 |
| Prezydent Konga                                                  | - 1997 Denis Sassou-Nguesso |
| Premier Konga                                                    | - 2005 Isidore Mvouba 2009 |
| Patriarcha Konstantynopola                                       | - 1991 Bartłomiej I |
| Prezydent Korei Południowej                                      | - 2003 Roh Moo-hyun 2008 |
| Premier Korei Południowej                                        | - 2004 Lee Hae-chan 2006 |
| Prezydent KRLD                                                   | - 1998 Kim Il Sŏng („Wieczny Prezydent”) 2019 |
| Najwyższy Przywódca KRLD                                         | - 1994 Kim Dzong Il 2011 |
| Premier KRLD                                                     | - 2003 Pak Pong Ju 2007 |
| Prezydent Kostaryki                                              | - 2002 Abel Pacheco 2006 |
| Przewodniczący Rady Państwa Kuby                                 | - 1976 Fidel Castro 2008 |
| Emir Kuwejtu                                                     | - 1977 Dżabir III 2006 |
| Premier Kuwejtu                                                  | - 2003 Sabah al-Ahmad al-Dżabir as-Sabah 2006 |
| Prezydent Laosu                                                  | - 1998 Khamtai Siphandon 2006 |
| Król Lesotho                                                     | - 1996 Letsie III |
| Premier Lesotho                                                  | - 1998 Pakalitha Mosisili 2012 |
| Prezydent Libanu                                                 | - 1998 Émile Lahoud 2007 |
| Premier Libanu                                                   | - 2004 Umar Karami 2005 - 2005 Nadżib Mikati 2005 - 2005 Fouad Siniora 2009                                                                                   |
| Prezydent Liberii                                                | - 2003 Gyude Bryant (p.o.) 2006 |
| Przywódca Libii                                                  | - 1969 Mu’ammar al-Kaddafi 2011 |
| Premier Libii                                                    | - 2003 Szukri Ghanim 2006 |
| Sekretarz generalny PKL Libii                                    | - 1992 Az-Zanati Imhammad az-Zanati 2008 |
| Książę Liechtensteinu                                            | - 1989 Jan Adam II |
| Premier Liechtensteinu                                           | - 2001 Otmar Hasler 2009 |
| Prezydent Litwy                                                  | - 2004 Valdas Adamkus 2009 |
| Premier Litwy                                                    | - 2001 Algirdas Brazauskas 2006 |
| Wielki książę Luksemburga                                        | - 2000 Henryk |
| Premier Luksemburga                                              | - 1995 Jean-Claude Juncker 2013 |
| Prezydent Łotwy                                                  | - 1999 Vaira Vīķe-Freiberga 2007 |
| Premier Łotwy                                                    | - 2004 Aigars Kalvītis 2007 |
| Prezydent Macedonii                                              | - 2004 Branko Crwenkowski 2009 |
| Premier Macedonii                                                | - 2004 Włado Buczkowski 2006 |
| Prezydent Madagaskaru                                            | - 2002 Marc Ravalomanana 2009 |
| Premier Madagaskaru                                              | - 2002 Jacques Sylla 2007 |
| Prezydent Malawi                                                 | - 2004 Bingu wa Mutharika 2012 |
| Prezydent Malediwów                                              | - 1978 Maumun ̓Abdul Gajum 2008 |
| Król Malezji                                                     | - 2001 Tuanku Syed Sirajuddin 2006 |
| Premier Malezji                                                  | - 2003 Abdullah Ahmad Badawi 2009 |
| Prezydent Mali                                                   | - 2002 Amadou Toumani Touré 2012 |
| Premier Mali                                                     | - 2004 Ousmane Issoufi Maïga 2007 |
| Prezydent Malty                                                  | - 2004 Edward Fenech Adami 2009 |
| Premier Malty                                                    | - 2004 Lawrence Gonzi 2013 |
| Król Maroka                                                      | - 1999 Muhammad VI |
| Premier Maroka                                                   | - 2002 Driss Jettou 2007 |
| Prezydent Mauretanii                                             | - 1984 Maawija uld Sid’Ahmad Taja 2005 - 2005 Ili uld Muhammad Fal 2007                                                                                       |
| Premier Mauretanii                                               | - 2003 Sghair Ould M’Bareck 2005 - 2005 Sidi Muhammad uld Bubakar 2007                                                                                        |
| Prezydent Mauritiusa                                             | - 2003 Anerood Jugnauth 2012 |
| Premier Mauritiusa                                               | - 2003 Paul Bérenger 2005 - 2005 Navin Ramgoolam 2014 |
| Prezydent Meksyku                                                | - 2000 Vicente Fox 2006 |
| Prezydent Mikronezji                                             | - 2003 Joseph Urusemal 2007 |
| Przewodniczący Państwowej Rady Pokoju i Rozwoju Mjanmy           | - 1997 Than Shwe 2011 |
| Premier Mjanmy                                                   | - 2004 Soe Win 2007 |
| Prezydent Mołdawii                                               | - 2001 Vladimir Voronin 2009 |
| Premier Mołdawii                                                 | - 2001 Vasile Tarlev 2008 |
| Książę Monako                                                    | - 1949 Rainier III 2005 - 2005 Albert II |
| Minister stanu Monako                                            | - 2000 Patrick Leclercq 2005 - 2005 Jean-Paul Proust 2010 |
| Prezydent Mongolii                                               | - 1997 Nacagijn Bagabandi 2005 - 2005 Nambaryn Enchbajar 2009                                                                                                 |
| Premier Mongolii                                                 | - 2004 Cachiagijn Elbegdordż 2006 |
| Prezydent Mozambiku                                              | - 1986 Joaquim Chissano 2005 - 2005 Armando Guebuza 2015 |
| Premier Mozambiku                                                | - 2004 Luisa Diogo 2010 |
| Prezydent Naddniestrza                                           | - 1991 Igor Smirnow 2011 |
| Prezydent Namibii                                                | - 1990 Sam Nujoma 2005 - 2005 Hifikepunye Pohamba 2015 |
| Premier Namibii                                                  | - 2002 Theo-Ben Gurirab 2005 - 2005 Nahas Angula 2012 |
| Sekretarz generalny NATO                                         | - 2004 Jaap de Hoop Scheffer (Holandia) 2009 |
| Prezydent Nauru                                                  | - 2004 Ludwig Scotty 2007 |
| Król Nepalu                                                      | - 2001 Gyanendra 2008 |
| Premier Nepalu                                                   | - 2004 Sher Bahadur Deuba 2005 - 2005 urząd zniesiony 2006 |
| Prezydent Niemiec                                                | - 2004 Horst Köhler 2010 |
| Kanclerz Niemiec                                                 | - 1998 Gerhard Schröder 2005 - 2005 Angela Merkel 2021 |
| Prezydent Nigru                                                  | - 1999 Mamadou Tandja 2010 |
| Premier Nigru                                                    | - 2000 Hama Amadou 2007 |
| Prezydent Nigerii                                                | - 1999 Olusẹgun Ọbasanjọ 2007 |
| Prezydent Nikaragui                                              | - 2002 Enrique Bolaños 2007 |
| Król Norwegii                                                    | - 1991 Harald V |
| Premier Norwegii                                                 | - 2001 Kjell Magne Bondevik 2005 - 2005 Jens Stoltenberg 2013                                                                                                 |
| Premier Nowej Zelandii                                           | - 1999 Helen Clark 2008 |
| Prezydent Osetii Południowej                                     | - 2001 Eduard Kokojty 2011 |
| Sułtan Omanu                                                     | - 1970 Kabus ibn Sa’id 2020 |
| Sekretarz generalny ONZ                                          | - 1997 Kofi Annan (Ghana) 2006 |
| Prezydent Pakistanu                                              | - 2001 Pervez Musharraf 2008 |
| Premier Pakistanu                                                | - 2004 Shaukat Aziz 2007 |
| Prezydent Palau                                                  | - 2001 Tommy Remengesau 2009 |
| Prezydent Panamy                                                 | - 2004 Martín Torrijos 2009 |
| Papież                                                           | - 1978 Jan Paweł II 2005 - 2005 Benedykt XVI 2013 |
| Premier Papui-Nowej Gwinei                                       | - 2002 Michael Somare 2011 |
| Prezydent Paragwaju                                              | - 2003 Nicanor Duarte Frutos 2008 |
| Prezydent Peru                                                   | - 2001 Alejandro Toledo 2006 |
| Premier Peru                                                     | - 2003 Carlos Ferrero 2005 - 2005 Pedro Pablo Kuczynski 2006                                                                                                  |
| Prezydent Południowej Afryki                                     | - 1999 Thabo Mbeki 2008 |
| Prezydent Portugalii                                             | - 1996 Jorge Sampaio 2006 |
| Premier Portugalii                                               | - 2004 Pedro Santana Lopes 2005 - 2005 José Sócrates 2011 |
| Sekretarz generalny Rady Europy                                  | - 2004 Terry Davis (Wielka Brytania) 2009 |
| Prezydent Republiki Środkowoafrykańskiej                         | - 2003 François Bozizé 2013 |
| Premier Republiki Środkowoafrykańskiej                           | - 2003 Célestin Gaombalet 2005 - 2005 Élie Doté 2008 |
| Prezydent Republiki Zielonego Przylądka                          | - 2001 Pedro Pires 2011 |
| Premier Republiki Zielonego Przylądka                            | - 2001 José Maria Neves 2016 |
| Prezydent Rosji                                                  | - 1999 Władimir Putin 2008 |
| Premier Rosji                                                    | - 2004 Michaił Fradkow 2007 |
| Prezydent Rumunii                                                | - 2004 Traian Băsescu 2007 |
| Premier Rumunii                                                  | - 2004 Călin Popescu-Tăriceanu 2008 |
| Prezydent Rwandy                                                 | - 2000 Paul Kagame |
| Premier Rwandy                                                   | - 2000 Bernard Makuza 2011 |
| Premier Saint Kitts i Nevis                                      | - 1995 Denzil Douglas 2015 |
| Premier Saint Lucia                                              | - 1997 Kenny Anthony 2006 |
| Premier Saint Vincent i Grenadyn                                 | - 2001 Ralph Gonsalves |
| Prezydent Salwadoru                                              | - 2004 Antonio Saca 2009 |
| O le Ao o le Malo Samoa                                          | - 1962 Malietoa Tanumafili II 2007 |
| Premier Samoa                                                    | - 1998 Tuilaʻepa Sailele Malielegaoi 2021 |
| Kapitanowie Regenci San Marino                                   | - 2004 Giuseppe Arzilli Roberto Raschi 2005 - 2005 Fausta Morganti Cesare Gasperoni 2005 - 2005 Claudio Muccioli Antonello Bacciocchi 2006                    |
| Sekretarz Stanu do spraw Politycznych i Zagranicznych San Marino | - 2003 Fabio Berardi 2006 |
| Prezydent Senegalu                                               | - 2000 Abdoulaye Wade 2012 |
| Premier Senegalu                                                 | - 2004 Macky Sall 2007 |
| Prezydent Serbii i Czarnogóry                                    | - 2003 Svetozar Marović 2006 |
| Prezydent Seszeli                                                | - 2004 James Michel 2016 |
| Prezydent Sierra Leone                                           | - 1998 Ahmad Tejan Kabbah 2007 |
| Prezydent Singapuru                                              | - 1999 S.R. Nathan 2011 |
| Premier Singapuru                                                | - 2004 Lee Hsien Loong 2024 |
| Prezydent Słowacji                                               | - 2004 Ivan Gašparovič 2014 |
| Premier Słowacji                                                 | - 1998 Mikuláš Dzurinda 2006 |
| Prezydent Słowenii                                               | - 2002 Janez Drnovšek 2007 |
| Premier Słowenii                                                 | - 2004 Janez Janša 2008 |
| Prezydent Somalii                                                | - 2004 Abdullahi Jusuf 2008 |
| Premier Somalii                                                  | - 2004 Ali Mohammed Ghedi 2007 |
| Prezydent Sri Lanki                                              | - 1994 Chandrika Kumaratunga 2005 - 2005 Mahinda Rajapaksa 2015                                                                                               |
| Premier Sri Lanki                                                | - 2004 Mahinda Rajapaksa 2005 - 2005 Ratnasiri Wickremanayake 2010                                                                                            |
| Król Suazi                                                       | - 1986 Ntombi (współpanująca) 2018 - 1986 Mswati III 2018 |
| Premier Suazi                                                    | - 2003 Absalom Themba Dlamini 2008 |
| Prezydent Sudanu                                                 | - 1989 Umar al-Baszir 2019 |
| Prezydent Surinamu                                               | - 2000 Ronald Venetiaan 2010 |
| Prezydent Syrii                                                  | - 2000 Baszszar al-Asad 2024 |
| Premier Syrii                                                    | - 2003 Muhammad Nadżi al-Utri 2011 |
| Prezydent Szwajcarii                                             | - 2005 Samuel Schmid 2005 |
| Król Szwecji                                                     | - 1973 Karol XVI Gustaw |
| Premier Szwecji                                                  | - 1996 Göran Persson 2006 |
| Prezydent Tadżykistanu                                           | - 1994 Emomali Rahmon |
| Premier Tadżykistanu                                             | - 1999 Okil Okilow 2013 |
| Król Tajlandii                                                   | - 1946 Bhumibol Adulyadej 2016 |
| Premier Tajlandii                                                | - 2001 Thaksin Shinawatra 2006 |
| Prezydent Tajwanu                                                | - 2000 Chen Shui-bian 2008 |
| Prezydent Tanzanii                                               | - 1995 Benjamin Mkapa 2005 - 2005 Jakaya Kikwete 2015 |
| Premier Tanzanii                                                 | - 1995 Frederick Sumaye 2005 - 2005 Edward Lowassa 2008 |
| Prezydent Timoru Wschodniego                                     | - 2002 Xanana Gusmão 2007 |
| Premier Timoru Wschodniego                                       | - 2002 Mari Alkatiri 2006 |
| Prezydent Togo                                                   | - 1967 Gnassingbé Eyadéma 2005 - 2005 Faure Gnassingbé 2005 - 2005 Bonfoh Abbass 2005 - 2005 Faure Gnassingbé 2025                                            |
| Premier Togo                                                     | - 2002 Koffi Sama 2005 - 2005 Edem Kodjo 2006 |
| Król Tonga                                                       | - 1965 Taufaʻahau Tupou IV 2006 |
| Premier Tonga                                                    | - 2000 Lavaka Ata ʻUlukalala 2006 |
| Prezydent Trynidadu i Tobago                                     | - 2003 George Maxwell Richards 2013 |
| Premier Trynidadu i Tobago                                       | - 2001 Patrick Manning 2010 |
| Prezydent Tunezji                                                | - 1987 Zajn al-Abidin ibn Ali 2011 |
| Premier Tunezji                                                  | - 1999 Muhammad al-Ghannuszi 2011 |
| Prezydent Turcji                                                 | - 2000 Ahmet Necdet Sezer 2007 |
| Premier Turcji                                                   | - 2003 Recep Tayyip Erdoğan 2014 |
| Prezydent Turkmenistanu                                          | - 1991 Saparmyrat Nyýazow 2006 |
| Prezydent Ugandy                                                 | - 1986 Yoweri Museveni |
| Premier Ugandy                                                   | - 1999 Apolo Nsibambi 2011 |
| Prezydent Ukrainy                                                | - 1994 Łeonid Kuczma 2005 - 2005 Wiktor Juszczenko 2010 |
| Premier Ukrainy                                                  | - 2002 Wiktor Janukowycz 2005 - 2005 Mykoła Azarow 2005 - 2005 Julia Tymoszenko 2005 - 2005 Jurij Jechanurow 2006                                             |
| Prezydent Urugwaju                                               | - 2000 Jorge Batlle 2005 - 2005 Tabaré Vázquez 2010 |
| Prezydent USA                                                    | - 2001 George W. Bush 2009 |
| Prezydent Uzbekistanu                                            | - 1991 Islom Karimov 2016 |
| Premier Uzbekistanu                                              | - 2003 Shavkat Mirziyoyev 2016 |
| Prezydent Vanuatu                                                | - 2004 Kalkot Mataskelekele 2009 |
| Premier Vanuatu                                                  | - 2004 Ham Lini 2008 |
| Prezydent Wenezueli                                              | - 1999 Hugo Chávez 2013 |
| Prezydent Węgier                                                 | - 2000 Ferenc Mádl 2005 - 2005 László Sólyom 2010 |
| Premier Węgier                                                   | - 2004 Ferenc Gyurcsány 2009 |
| Monarcha Wielkiej Brytanii                                       | - 1952 Elżbieta II 2022 |
| Premier Wielkiej Brytanii                                        | - 1997 Tony Blair 2007 |
| Prezydent Wietnamu                                               | - 1997 Trần Đức Lương 2006 |
| Premier Wietnamu                                                 | - 1997 Phan Văn Khải 2006 |
| Prezydent Włoch                                                  | - 1999 Carlo Azeglio Ciampi 2006 |
| Premier Włoch                                                    | - 2001 Silvio Berlusconi 2006 |
| Prezydent WKS                                                    | - 2000 Laurent Gbagbo 2011 |
| Premier WKS                                                      | - 2003 Seydou Diarra 2005 - 2005 Charles Konan Banny 2007 |
| Prezydent Wysp Marshalla                                         | - 2000 Kessai Note 2008 |
| Prezydent Wysp Świętego Tomasza i Książęcej                      | - 2003 Fradique de Menezes 2011 |
| Prezydent Zambii                                                 | - 2002 Levy Mwanawasa 2008 |
| Prezydent Zimbabwe                                               | - 1987 Robert Mugabe 2017 |
| Prezydent ZEA                                                    | - 2004 Chalifa ibn Zajid Al Nahajjan 2022 |
| Premier ZEA                                                      | - 1990 Maktum ibn Raszid al-Maktum 2006 |

Rok 2005 / MMV
stulecia: XX wiek ~
XXI wiek ~
XXII wiek

dziesięciolecia:
1970–1979 •
1980–1989 •
1990–1999 •
2000–2009
• 2010–2019
• 2020–2029

lata: 1995 «
2000 «
2001 «
2002 «
2003 «
2004 «
2005
» 2006
» 2007
» 2008
» 2009
» 2010
» 2015

## Rok 2005 ogłoszono
- Międzynarodowym Rokiem Fizyki (ONZ)
- Międzynarodowym Rokiem Sportu i Wychowania Fizycznego (ONZ)
- Międzynarodowym Rokiem Mikrokredytu (ONZ)
- Międzynarodowym Rokiem Hansa Christiana Andersena (Duński Instytut Kultury)
- Europejskim Rokiem Edukacji Obywatelskiej (Rada Europy)
- Rokiem miasta Cork w Irlandii, wybranym jako Europejska Stolica Kultury
- Rokiem eucharystycznym w Kościele katolickim
- Rokiem Stanisława Staszica (PAN)
- Rokiem Mikołaja Reja (Sejm RP)
- Rokiem Zamościa

## Wydarzenia w Polsce
Wydarzenia szczegółowo: I | II | III | IV | V | VI | VII | VIII | IX | X | XI | XII

### Styczeń
- 1 stycznia:
  - Olszyna uzyskała prawa miejskie.
  - utworzono oddziały: TVP Gorzów Wielkopolski, TVP Kielce, TVP Olsztyn i TVP Opole.
- 5 stycznia – dotychczasowy minister spraw zagranicznych Włodzimierz Cimoszewicz został marszałkiem Sejmu, zastępując Józefa Oleksego, który podał się do dymisji po uznaniu go przez sąd za kłamcę lustracyjnego. Nowym ministrem spraw zagranicznych został Adam Daniel Rotfeld.
- 6 stycznia – Sejm przyjął ustawę o mniejszościach narodowych, etnicznych i języku regionalnym i powołał komisję śledczą ds. prywatyzacji PZU.
- 9 stycznia – odbył się XIII Finał Wielkiej Orkiestry Świątecznej Pomocy.
- 13 stycznia – w południowej części Górnego Śląska był odczuwalny wstrząs sejsmiczny o sile 3,5 stopnia, wywołany wypadkiem w KWK „Rydułtowy-Anna”.
- 19 stycznia – paraliż komunikacyjny w Krakowie spowodowany obfitymi opadami śniegu.
- 24 stycznia – zapadły wyroki w tzw. aferze starachowickiej.
- 25 stycznia – TVN24 wyemitowała premierowe wydanie programu Szkło kontaktowe.
- 26 stycznia – na warszawskich Powązkach został pochowany z honorami wojskowymi Jan Nowak-Jeziorański.
- 27 stycznia – uroczystości upamiętniające 60. rocznicę wyzwolenia przez Armię Czerwoną nazistowskiego obozu koncentracyjnego Auschwitz-Birkenau. Obecność blisko 40 delegacji rządowych i głów państw m.in. prezydent Aleksander Kwaśniewski, prezydent Mosze Kacaw (Izrael), prezydent Władimir Putin (Rosja), prezydent Jacques Chirac (Francja), prezydent Horst Köhler (Niemcy), wiceprezydent Dick Cheney (USA), prezydent Wiktor Juszczenko (Ukraina), królowa Beatrycze (Holandia).

### Luty
- 1 lutego – w Internecie została opublikowana tzw. Lista Wildsteina, wyniesiona przez dziennikarza Bronisława Wildsteina z Instytutu Pamięci Narodowej, zawierająca nazwiska pracowników peerelowskich służb bezpieczeństwa, ich tajnych współpracowników oraz kandydatów na współpracowników.
- 8 lutego – dwóch ratowników Górskiego Ochotniczego Pogotowia Ratunkowego zginęło w wyniku zejścia lawiny w Karkonoszach.
- 9 lutego – po raz pierwszy obchodzono w Polsce Dzień Bezpiecznego Internetu.
- 19 lutego – Wikimedia Foundation, na prośbę polskich wikipedystów, uruchomiła serwis Wikinews w języku polskim. (Wikinews).
- 21 lutego – w swym mieszkaniu w Warszawie został zamordowany malarz Zdzisław Beksiński.

### Marzec
- 4 marca – premiera filmu W dół kolorowym wzgórzem.
- 24 marca – Narodowy Dzień Życia.
- 29 marca – ogłoszono wyroki sądu pierwszej instancji w sprawie afery w FOZZ.

### Kwiecień
- 3-8 kwietnia – żałoba narodowa po śmierci papieża Jana Pawła II.
- 8 kwietnia – oddano do użytku stację warszawskiego metra Plac Wilsona.
- 9 kwietnia – premiera filmu Pitbull.
- 19 kwietnia – Sejm RP uznał przez aklamację turecką rzeź Ormian za ludobójstwo.
- 24 kwietnia – Telewizja Polska uruchomiła swój pierwszy kanał tematyczny – TVP Kultura.
- 25 kwietnia – otwarto Muzeum Miejskie w Tychach.
- 27 kwietnia – prezes Instytutu Pamięci Narodowej prof. Leon Kieres podał do publicznej wiadomości, za jednomyślną zgodą Kolegium IPN, że według informacji pochodzących z archiwum IPN tajnym współpracownikiem służb bezpieczeństwa PRL w otoczeniu Jana Pawła II był dominikanin Konrad Stanisław Hejmo.

### Maj
- 5 maja:
  - Sejm odrzucił głosami lewicy wnioski LPR, PiS i PO o swoje samorozwiązanie.
  - po raz pierwszy maturzyści trzyletnich szkół średnich pisali maturę według zasad tzw. „nowej matury”.
- 7 maja – w Warszawie powstała Unia Lewicy III RP.
- 11 maja – Trybunał Konstytucyjny uznał Traktat akcesyjny za zgodny z Konstytucją.
- 14 maja – w Warszawie odsłonięto pomnik Charles’a de Gaulle’a.
- 16 maja – rozpoczął się szczyt Rady Europy w Warszawie.
- 17 maja – przyjęciem Deklaracji Warszawskiej zakończył się dwudniowy szczyt Rady Europy.
- 21 maja – dotychczasowa wiceprzewodnicząca PO Zyta Gilowska wystąpiła z ugrupowania.
- 29 maja – Wojciech Olejniczak – minister rolnictwa w rządzie Marka Belki został wybrany na stanowisko przewodniczącego Sojuszu Lewicy Demokratycznej.
- 30 maja – Wrocław i okolice nawiedziła potężna superkomórkowa burza i powiązane z nią zjawiska Downburst i Bow echo, oraz opady gradu, której skutkami były podtopienia, powalone drzewa (w tym powyrywane z korzeniami), uszkodzone budynki, linie wysokiego napięcia (skutkowało to kilkudniowymi brakami w dostawach prądu) i pojazdy, oraz śmierć trzech osób[1], a za Wrocławiem w stronę Trzebnicy pojawiła się trąba powietrzna o sile F0.

### Czerwiec
- 1 czerwca – Antyradio i Akademickie Radio Kampus rozpoczęły nadawanie audycji.
- 3 czerwca – papież Benedykt XVI mianował arcybiskupa Stanisława Dziwisza metropolitą krakowskim.

### Lipiec
- 1 lipca:
  - samosąd we Włodowie: we Włodowie koło Dobrego Miasta zabito recydywistę grożącego mieszkańcom maczetą.
  - debiut serialu Chirurdzy w telewizji Polsat.
- 5 lipca – koncert grupy rockowej U2 na Stadionie Śląskim w Chorzowie.
- 8 lipca – powołano Prokuratorię Generalną Skarbu Państwa.
- 27 lipca – uchwalono ustawę Prawo o szkolnictwie wyższym.
- 29 lipca:
  - ruszyła budowa Autostrady A1 z Gdańska do Nowych Marz.
  - zakończono wydobycie węgla w kopalni „Piast” w Bieruniu i w kopalni Ruch IIw w Woli.
  - polski Sejm przyjął ustawy: o przeciwdziałaniu narkomanii oraz o przeciwdziałaniu przemocy w rodzinie.
- 31 lipca-7 sierpnia – 61. Światowy Kongres Młodzieży Esperanckiej w Zakopanem.

### Sierpień
- 12 sierpnia – premiera filmu Skazany na bluesa.
- 15 sierpnia – KRRiTV wprowadziło 5 nowych polskich oznaczeń telewizyjnych.
- 19 sierpnia – premiera filmu Czas surferów.
- 26 sierpnia – koncert Przestrzeń Wolności Jeana-Michela Jarre’a w Gdańsku na terenie Stoczni Gdańskiej z okazji 25-lecia wydarzeń Sierpnia 80.
- 27 sierpnia – abp Stanisław Dziwisz odbył ingres do katedry wawelskiej, zastępując odchodzącego na emeryturę kard. Franciszka Macharskiego.
- 30 sierpnia – częstochowianin Piotr Bednarek odkrył poprzez Internet planetoidę 2005 QK76.

### Wrzesień
- 1 września – powstał Uniwersytet Kazimierza Wielkiego w Bydgoszczy z przekształcenia Akademii Bydgoskiej – wcześniejszej Wyższej Szkoły Pedagogicznej.
- 3 września – ukazało się premierowe wydanie magazynu Dzień dobry TVN.
- 5 września – telewizja TVN rozpoczęła emisję programu rozrywkowego Szymon Majewski Show.
- 7 września – Rada Nadzorcza PLL LOT zdecydowała o zakupie nowych samolotów Boeing 787.
- 10 września – telewizja TVN wyemitowała premierowy odcinek serialu Niania.
- 14 września – Włodzimierz Cimoszewicz wycofał się ze startu w wyborach prezydenckich.
- 16 września – Polska edycja Wikipedii przekroczyła próg 100 000 haseł.
- 19 września – sieć Orange Polska weszła na polski rynek telefonii komórkowej.
- 23 września – na warszawskiej giełdzie zadebiutowały akcje Polskiego Górnictwa Naftowego i Gazownictwa.
- 25 września – odbyły się wybory parlamentarne, w których zwyciężyło Prawo i Sprawiedliwość (zdobywając 26,99% poparcia w wyborach do Sejmu) przed Platformą Obywatelską (która uzyskała 24,14% głosów w wyborach do Sejmu); niezwłocznie rozpoczęły się negocjacje przedstawicieli obu ugrupowań na temat zawarcia koalicji i utworzenia wspólnego rządu.
- 30 września – 13 osób poniosło śmierć na skutek wypadku autokarowego koło Jeżewa.

### Październik
- 2 października – rozpoczął się XV Międzynarodowy Konkurs Pianistyczny im. Fryderyka Chopina.
- 3 października – miało miejsce częściowe zaćmienie Słońca.
- 7 października – odbyła się premiera filmu Komornik w reżyserii Feliksa Falka.
- 9 i 23 października – wybory prezydenckie: w pierwszej turze zwycięża Donald Tusk, zaś ostatecznie wygrał kandydat PiS-u Lech Kaczyński.
- 10 października – bundz i śliwowica łącka zostały wpisane na Listę Produktów Tradycyjnych.
- 15 października – w Emilcinie odsłonięto jedyny w kraju pomnik UFO.
- 19 października – Kazimierz Marcinkiewicz został desygnowany na premiera.
- 21 października – zakończył się XV Międzynarodowy Konkurs Pianistyczny im. Fryderyka Chopina w Warszawie. Zwycięzcą został polski pianista Rafał Blechacz.
- 23 października – w drugiej turze wyborów prezydenckich w Polsce zwyciężył Lech Kaczyński, który uzyskał poparcie 54,04% głosujących, na kontrkandydata Donalda Tuska głos oddało 45,96% wyborców.
- 25 października – zarejestrowano stowarzyszenie Młodzi Socjaliści.
- 31 października:
  - tego dnia został zaprzysiężony rząd Kazimierza Marcinkiewicza. Wotum zaufania gabinet ten otrzymał dnia 10 listopada.
  - wystartowało radio Vox FM.

### Listopad
- 3 listopada:
  - podczas sesji naukowej w katedrze we Fromborku poinformowano o odkryciu grobu Mikołaja Kopernika.
  - w kanale TVP1 wyemitowano pierwsze dwa odcinki amerykańskiego serialu Zagubieni.
  - Polski serial po raz pierwszy osiągnął liczbę 1000 odcinków. 1000 odcinek serialu Klan wyemitowano w kanale TVP1.
- 10 listopada:
  - rząd Kazimierza Marcinkiewicza otrzymał od Sejmu wotum zaufania.
  - Rosja wprowadziła embargo na import polskich produktów mięsnych.
- 15 listopada – otwarto południową obwodnicę Torunia.
- 18 listopada – Katowice: otwarto centrum handlowo-usługowo-rozrywkowe Silesia City Center.
- 19 listopada – odsłonięto pomnik generała Jerzego Ziętka w Katowicach.
- 25 listopada – minister obrony narodowej Radosław Sikorski ogłosił ujawnienie archiwaliów Układu Warszawskiego.

### Grudzień
- 3 grudnia – w Nowogardzie zapalił się kościół pw. Wniebowzięcia NMP. Zawaliła się zabytkowa wieża.
- 5 grudnia – przestały obowiązywać międzystrefowe numery kierunkowe.
- 16 grudnia: 
  - prezydent Aleksander Kwaśniewski zastosował prawo łaski wobec Zbigniewa Sobotki, skazanego za udział w tzw. aferze starachowickiej.
  - ksiądz Marek Bożek został wyklęty po suspendowaniu (2 grudnia).
- 22 grudnia – koniec prezydentury Aleksandra Kwaśniewskiego.
- 23 grudnia – zaprzysiężono Lecha Kaczyńskiego na urząd Prezydenta Rzeczypospolitej Polskiej.
- 28 grudnia: 
  - Prezydent RP Lech Kaczyński powołał nową Radę Bezpieczeństwa Narodowego.
  - Powstał polski serwis internetowy wykop.pl.
- 29 grudnia:
  - W Skorogoszczy w gminie Lewin Brzeski (województwo opolskie) wyłączono ostatnią w Polsce analogową centrale telefoniczną, obsługującą 600 abonentów.
  - profesor Leon Kieres – pierwszy Prezes Instytutu Pamięci Narodowej – Komisji Ścigania Zbrodni przeciwko Narodowi Polskiemu zakończył urzędowanie. Przed Sejmem ślubowanie złożył następca prof. L. Kieresa – dr hab. Janusz Kurtyka.
- 30 grudnia – na Dworcu Centralnym w Warszawie bezdomny Hubert H. z Kłody znieważył prezydenta RP Lecha Kaczyńskiego.
- W Kołobrzegu obchodzono 750-lecie nadania praw miejskich.

## Wydarzenia na świecie
Wydarzenia szczegółowo: I | II | III | IV | V | VI | VII | VIII | IX | X | XI | XII
- 3 stycznia – w klinice w saudyjskim Rijadzie przeprowadzono operację rozdzielenia polskich bliźniaczek syjamskich z Janikowa.
- 4 stycznia:
  - premier Marek Belka rozpoczął dwudniową wizytę w Libii.
  - w zamachu zginął gubernator Bagdadu Ali al-Hajdari i 6 ochroniarzy.
- 5 stycznia – odkryto obiekt transneptunowy większy od Plutona – Eris.
- 6 stycznia:
  - 7 żołnierzy amerykańskich jadących pojazdem opancerzonym zginęło w wyniku wybuchu przydrożnej bomby w Bagdadzie.
  - o godzinie 12:02 w pekińskim szpitalu urodził się 1,3-miliardowy obywatel Chin.
- 7 stycznia – Isidore Mvouba został premierem Konga.
- 8 stycznia:
  - okręt podwodny USS „San Francisco”, płynący z maksymalną prędkością, uderzył w górę podmorską 350 mil na południe od wyspy Guam na Pacyfiku; zginął jeden marynarz, a większość ze 137-osobowej załogi odniosła obrażenia.
  - w chińsko-wietnamskim incydencie w Zatoce Tonkińskiej zginęło 9 wietnamskich rybaków.
- 9 stycznia:
  - pierwsze wybory prezydenckie w Autonomii Palestyńskiej wygrał Mahmud Abbas.
  - w Nairobi podpisano traktat pokojowy kończący wojnę domową w Sudanie i przyznający na sześć lat autonomię Sudanowi Południowemu (a po ich upływie referendum w sprawie ewentualnej niepodległości).
- 10 stycznia:
  - długookresowa Kometa Machholza znalazła się najbliżej Ziemi będąc widoczną gołym okiem (osiągnęła jasność ok. 3,5 magnitudo).
  - wystartował kanał telewizyjny Eurosport 2.
- 12 stycznia:
  - została wystrzelona sonda Deep Impact, w celu przeprowadzenia badań naukowych komety Tempel 1.
  - Siergiej Bagapsz wygrał wybory prezydenckie w Abchazji.
- 14 stycznia:
  - lądownik Huygens przekazał pierwsze w historii zdjęcia z Tytana, największego księżyca Saturna.
  - Piotr Morawski i Włoch Simone Moro dokonali pierwszego zimowego wejścia na himalajski ośmiotysięcznik Sziszapangma.
  - w pożarze szkoły we wsi Safian w Iranie zginęło 13 dzieci, a 18 zostało rannych.
- 16 stycznia:
  - urzędujący prezydent Chorwacji Stjepan Mesić został wybrany na drugą kadencję.
  - w wieku 66 lat Adriana Iliescu została prawdopodobnie najstarszą matką w historii medycyny.
- 18 stycznia:
  - w Tuluzie został zaprezentowany pierwszy Airbus A380.
  - w stolicy Gujany Georgetown w wyniku powodzi została zatopiona siedziba prezydenta kraju State House.
- 19 stycznia – w stolicy Gwinei Konakry doszło do nieudanego zamachu na prezydenta Lansanę Conté.
- 21 stycznia – siły bezpieczeństwa zdławiły tygodniowe zamieszki w Belize, wywołane podniesieniem podatków.
- 23 stycznia – Wiktor Juszczenko został zaprzysiężony na prezydenta Ukrainy.
- 24 stycznia – Julia Tymoszenko została po raz pierwszy premierem Ukrainy.
- 25 stycznia – w wyniku wybuchu paniki w hinduistycznej świątyni Mandher Devi w indyjskim stanie Maharasztra zostało zadeptanych około 300 osób.
- 26 stycznia:
  - Condoleezza Rice jako druga kobieta w historii została sekretarzem stanu USA.
  - 31 amerykańskich żołnierzy zginęło w katastrofie śmigłowca transportowego Sikorsky CH-53E Super Stallion w irackiej prowincji Al-Anbar.
  - w katastrofie kolejowej w Glendale w Kalifornii zginęło 11 osób, około 200 zostało rannych.
- 30 stycznia:
  - 10 brytyjskich żołnierzy zginęło w Iraku po zestrzeleniu samolotu transportowego Hercules.
  - po raz pierwszy po obaleniu reżimu Saddama Husajna w Iraku odbyły się wybory parlamentarne.
- 31 stycznia – przed sądem w Santa Maria w Kalifornii rozpoczął się proces Michaela Jacksona, oskarżonego o molestowanie seksualne 13-letniego chłopca.
- 1 lutego:
  - 3 gruzińskich policjantów zginęło, a 26 cywilów zostało rannych w eksplozji bomby przed komendą policji w Gori.
  - Hiszpański parlament odrzucił projekt poszerzenia autonomii Kraju Basków.
  - król Nepalu Gyanendra zdymisjonował rząd i przejął pełnię władzy w kraju.
  - papież Jan Paweł II został późnym wieczorem przewieziony do rzymskiej kliniki Gemelli z powodu powikłań pogrypowych.
- 2 lutego – Armando Guebuza został prezydentem Mozambiku.
- 3 lutego:
  - po śmierci wskutek zatrucia czadem premiera Gruzji Zuraba Żwanii obowiązki szefa rządu przejął Giorgi Baramidze.
  - 104 osoby zginęły w katastrofie afgańskiego Boeinga 737-242 w górach Pamir.
- 4 lutego – w Bagdadzie została porwana dziennikarka włoskiej gazety Il Manifesto, Giuliana Sgrena.
- 5 lutego – po nagłej śmierci togijskiego wojskowego i polityka Gnassingbé Eyadéma dowództwo sił zbrojnych przekazało prezydenturę Togo jemu synowi Faure Gnassingbé.
- 6 lutego – w wyborach parlamentarnych w Tajlandii zwyciężyła rządząca partia Tajowie Kochają Tajlandię premiera Thaksina Shinawatry.
- 8 lutego:
  - Karolos Papulias został wybrany przez parlament na prezydenta Grecji.
  - w Azerbejdżanie został utworzony Apszeroński Park Narodowy.
- 9 lutego – baskijska ETA zdetonowała samochód-pułapkę przed centrum kongresowym w Madrycie; ranne zostały 43 osoby.
- 10 lutego:
  - Korea Północna podała oficjalnie, że dysponuje bronią atomową i wycofuje się z prowadzonych w Pekinie rokowań na temat swojego programu atomowego.
  - wskutek obfitych opadów deszczu została przerwana tama w pobliżu miejscowości Pasni w południowo-zachodnim Pakistanie; zginęło lub zaginęło około 500 osób.
- 14 lutego:
  - uruchomiono serwis internetowy YouTube.
  - były premier Libanu Rafiq Hariri zginął wraz z 22 osobami w zamachu w Bejrucie. Wydarzenie to stało się zarzewiem libańskiej rewolucji cedrowej.
  - w zamachach bombowych w stolicy Filipin Manili oraz miastach Davao i General Santos zginęło 12 osób, a ponad 130 zostało rannych.
- 15 lutego – 210 osób zginęło w kopalni Sunjiawan koło miasta Fuxin w największej od 63 lat katastrofie górniczej w Chinach.
- 16 lutego – Protokół z Kioto został ratyfikowany przez 141 krajów, wytwarzających w sumie 61% światowej emisji gazów cieplarnianych.
- 17 lutego – Zurab Nogaideli został premierem Gruzji.
- 18 lutego – odkryto największą znaną liczbę pierwszą: {\displaystyle 2^{25\ 964\ 951}-1,} mającą 7 816 230 cyfr w zapisie dziesiętnym[2].
- 20 lutego – w Hiszpanii odbyło się referendum w którym większość głosujących wyraziła zgodę na ratyfikację Traktatu Konstytucyjnego UE.
- 21 lutego – Izrael zwolnił 500 więźniów palestyńskich.
- 22 lutego – Iran: 612 osób zginęło, a 990 zostało rannych w trzęsieniu ziemi w prowincji Kerman.
- 23 lutego – ukazała się książka Pamięć i tożsamość papieża Jana Pawła II.
- 24 lutego:
  - w związku z poważnymi problemami z oddychaniem Jan Paweł II został ponownie hospitalizowany. Wieczorem przeszedł zabieg tracheotomii w znieczuleniu ogólnym.
  - Europejski Trybunał Praw Człowieka orzekł, że Rosja pogwałciła w Czeczenii zapisane w europejskiej konwencji praw człowieka prawo do życia, dopuszczając się tortur i zabójstw.
- 25 lutego – w samobójczym zamachu bombowym przed klubem nocnym w Tel Awiwie zginęły 4 osoby, ponad 50 zostało rannych.
- 27 lutego – odbyła się 77. ceremonia wręczenia Oscarów.
- 28 lutego:
  - amerykański miliarder Steve Fossett rozpoczął solowy lot dookoła świata na pokładzie samolotu GlobalFlyer.
  - w Burundi odbyło się referendum zatwierdzające nową konstytucję.
  - w samobójczym zamachu bombowym na centrum rekrutacyjne policji w mieście Al-Hilla w Iraku zginęło 127 osób, a kilkaset zostało rannych.
- 1 marca – Tabaré Vázquez został prezydentem Urugwaju.
- 3 marca:
  - Steve Fossett zakończył samotny lot dookoła świata na pokładzie samolotu GlobalFlyer.
  - 46-letni James Roszko zastrzelił pod Mayerthorpe w kanadyjskiej prowincji Alberta czterech funkcjonariuszy Kanadyjskiej Królewskiej Policji Konnej, którzy mieli dokonać rewizji na jego farmie, po czym popełnił samobójstwo.
- 4 marca:
  - Jurij Krawczenko, były minister spraw wewnętrznych Ukrainy i jeden z głównych podejrzanych w sprawie zabójstwa opozycyjnego dziennikarza Georgija Gongadzego, zastrzelił się lub został zastrzelony we własnym domu.
  - porwana miesiąc wcześniej w Iraku włoska dziennikarka Giuliana Sgrena została uwolniona przez agentów włoskich służb specjalnych. W czasie jazdy na lotnisko w Bagdadzie samochód Włochów został ostrzelany przez amerykańskich żołnierzy. Zginął dowódca operacji, a 4 osoby zostały ranne.
- 6 marca – ulewne deszcze wywołały powodzie w saharyjskiej części Algierii, powodując śmierć 2 osób i obrażenia u dalszych 9 ludzi.
- 8 marca – rosyjskie siły zbrojne obwieściły śmierć w wyniku akcji służb specjalnych przywódcy czeczeńskich separatystów Asłana Maschadowa.
- 9 marca – sonda Cassini przeleciała 500 km nad powierzchnią księżyca Saturna, Enceladusa.
- 10 marca – 50 osób zginęło, a ponad 80 zostało rannych w samobójczym zamachu bombowym na szyicki meczet w irackim Mosulu.
- 13 marca – papież Jan Paweł II opuścił po 18 dniach hospitalizacji poliklinikę Gemelli.
- 14 marca – cedrowa rewolucja: w stolicy Libanu Bejrucie odbyła się kilkusettysięczna demonstracja przeciwko obecności w kraju wojsk syryjskich.
- 15 marca:
  - Ogólnochińskie Zgromadzenie Przedstawicieli Ludowych Chińskiej Republiki Ludowej uchwaliło tzw. prawo „anty-secesyjne”, które w przypadku ogłoszenia niepodległości przez Tajwan umożliwia zbrojną interwencję na wyspie.
  - otwarto Nowe Muzeum Historyczne w instytucie Jad Waszem w Jerozolimie.
- 16 marca – Izrael przekazał Jerycho Palestyńczykom.
- 17 marca – w Madrycie pod osłoną nocy usunięto ostatni pomnik byłego dyktatora Francisco Franco.
- 20 marca – na skoczni w Planicy norweski skoczek Bjørn Einar Romøren ustanowił rekord w długości skoku (239 m).
- 21 marca:
  - parlament Islandii przyznał obywatelstwo byłemu mistrzowi świata Bobby’emu Fischerowi, poszukiwanemu przez USA za rozegranie meczu w Jugosławii podczas obowiązywania sankcji.
  - w stolicy indiańskiego rezerwatu Red Lake w stanie Minnesota, 16-letni szaleniec zastrzelił 9 osób, kilkanaście ranił, po czym popełnił samobójstwo. Do większości zbrodni doszło na terenie szkoły.
- 22 marca:
  - Izrael przekazał administracji palestyńskiej miasto Tulkarm.
  - początek tulipanowej rewolucji w Kirgistanie: w kilku miastach doszło do pierwszych protestów przeciwko sfałszowanym wyborom do Rady Najwyższej.
- 23 marca – w wyniku eksplozji w rafinerii BP w Texas City (USA) zginęło 15 osób, a 170 zostało rannych.
- 24 marca:
  - tulipanowa rewolucja: obalony prezydent Askar Akajew uciekł z rodziną do Rosji.
  - we francuskim Amiens odbyły się obchody setnej rocznicy śmierci Juliusza Verne’a, prekursora powieści fantastycznonaukowych.
- 25 marca:
  - otwarto dla zwiedzających wystawę Expo 2005 w japońskiej prefekturze Aichi.
  - tulipanowa rewolucja: Kurmanbek Bakijew został tymczasowym prezydentem w miejsce obalonego Askara Akajewa.
- 28 marca:
  - do Pekinu po raz pierwszy od podziału Chin w 1949 roku przybyła delegacja rządzącego na Tajwanie Kuomintangu, z wiceprzewodniczącym Chiang Pin-kungiem na czele.
  - około 1000 osób zginęło w trzęsieniu ziemi na Sumatrze.
- 31 marca – w związku z chorobą ojca, Rainiera III, Albert II Grimaldi przejął obowiązki księcia Monako.
- 2 kwietnia – w Watykanie po 27 latach pontyfikatu zmarł papież Jan Paweł II.
- 3 kwietnia – w Watykanie bazylice św. Piotra wystawiono na widok publiczny ciało Jana Pawła II.
- 6 kwietnia:
  - włoski parlament ratyfikował Traktat ustanawiający Konstytucję dla Europy.
  - Adnan Badran został premierem Jordanii.
  - Albert II Grimaldi został księciem Monako.
  - kurd Dżalal Talabani, przywódca Patriotycznej Unii Kurdystanu, został wybrany na urząd prezydenta Iraku. Wiceprezydentami zostali szyita Adil Abdel Mahdi i arabski sunnita Ghazi Jawer.
- 7 kwietnia:
  - w Watykanie opublikowano testament zmarłego 2 kwietnia papieża Jana Pawła II.
  - Dżalal Talabani został prezydentem Iraku.
- 8 kwietnia:
  - pogrzeb papieża Jana Pawła II.
  - hybrydowe zaćmienie Słońca widoczne na Pacyfiku i w Ameryce Środkowej.
- 9 kwietnia – książę Walii Karol poślubił swoją wieloletnią kochankę Camillę Parker Bowles.
- 11 kwietnia – premierzy Indii i Chin, Manmohan Singh i Wen Jiabao, podpisali w Nowym Delhi porozumienie o strategicznym partnerstwie dla pokoju i dobrobytu.
- 12 kwietnia – Andrus Ansip został premierem Estonii.
- 13 kwietnia:
  - Andrus Ansip został premierem Estonii.
  - do Grot Watykańskich pod bazyliką św. Piotra wpuszczono pierwszych pielgrzymów mogących przejść obok grobu papieża Jana Pawła II.
- 15 kwietnia – rozpoczęła się załogowa misja statku Sojuz TMA-6 na Międzynarodową Stację Kosmiczną.
- 18 kwietnia – w Watykanie rozpoczęło się konklawe.
- 19 kwietnia – kardynał Joseph Alois Ratzinger został obrany papieżem i przyjął imię Benedykt XVI.
- 20 kwietnia – prezydent Ekwadoru Lucio Gutiérrez został usunięty ze stanowiska przez parlament.
- 23 kwietnia – Został opublikowany pierwszy film w serwisie YouTube, film ten nosi tytuł Me at the zoo.
- 24 kwietnia:
  - papież Benedykt XVI odprawił mszę świętą inaugurującą swój pontyfikat.
  - Faure Gnassingbé wygrał w I turze wybory prezydenckie w Togo.
  - Mehmet Ali Talat został prezydentem Cypru Północnego.
  - w Seulu urodził się Snuppy, pierwszy sklonowany pies domowy, rasy chart afgański.
- 25 kwietnia:
  - Bułgaria i Rumunia podpisały traktat akcesyjny z Unią Europejską.
  - Jiří Paroubek został premierem Czech.
  - ostatni z trzech fragmentów Obelisku z Aksum, zrabowanego przez Włochów w 1937 roku został zwrócony Etiopii.
  - 107 osób zginęło, a 555 zostało rannych w katastrofie pociągu pasażerskiego w japońskim mieście Amagasaki.
- 26 kwietnia – ostatnie jednostki syryjskie opuściły Liban.
- 27 kwietnia:
  - odbył się pierwszy lot samolotu Airbus A380.
  - w Niemczech został ujęty gangster Ryszard Niemczyk.
- 28 kwietnia – trzęsienie ziemi na Oceanie Indyjskim będące wstrząsami wtórnymi potężnego trzęsienia z 26 grudnia 2004 roku.
- 29 kwietnia – obszar Lodowca Folgefonna został ustanowiony 25. parkiem narodowym Norwegii.
- 1 maja – powstała niezależna agencja Frontex przeznaczona do ochrony granic zewnętrznych Unii Europejskiej z siedzibą w Warszawie.
- 2 maja – wystartował czeski kanał informacyjny telewizji publicznej ČT24.
- 3 maja – 15 osób zginęło, a 40 zostało rannych w zamachu bombowym na stadionie w stolicy Somalii Mogadiszu, do którego doszło w trakcie przemówienia premiera Alego Mohammeda Ghediego.
- 5 maja:
  - wybory do brytyjskiej Izby Gmin w wygrała rządząca Partia Pracy.
  - Uzbekistan wystąpił z organizacji GUAM.
- 7 maja – papież Benedykt XVI odbył ingres do bazyliki laterańskiej.
- 10 maja:
  - doszło do nieudanego zamachu na George’a W. Busha podczas jego przemówienia na placu Wolności w Tbilisi. Granat rzucony z tłumu przez 27-letniego Vladimira Arutyuniana nie eksplodował.
  - w Berlinie odsłonięto Pomnik Pomordowanych Żydów Europy.
- 11 maja – parlamenty Austrii i Słowacji ratyfikowały Traktat ustanawiający Konstytucję dla Europy.
- 12 maja – Ministerstwo Sprawiedliwości Białorusi unieważniło zjazd Związku Polaków na Białorusi z marca tego roku.
- 13 maja:
  - papież Benedykt XVI ogłosił rozpoczęcie procesu beatyfikacyjnego Jana Pawła II.
  - ponad 200 osób zginęło w mieście Andiżan w wyniku rebelii w Uzbekistanie.
- 14 maja:
  - Demokratyczna Partia Postępowa wygrała wybory do konstytuanty na Tajwanie.
  - Francuski pilot Didier Delsalle na śmigłowcu Eurocopter AS350 Écureuil po raz pierwszy wylądował na szczycie Mount Everestu.
- 15 maja:
  - w Etiopii odbyły się wybory parlamentarne.
  - zostały odkryte dwa nowe obiekty okrążające Plutona; później nadano im nazwy: Hydra i Nix.
- 16 maja – parlament Kuwejtu przyjął ustawę, dzięki której kobiety w tym kraju uzyskały pełne prawa wyborcze.
- 21 maja:
  - Greczynka Elena Paparizou wygrała w Kijowie 50. Konkurs Piosenki Eurowizji.
  - w New Jersey otwarto Kingda Ka, jedną z najszybszych i najwyższą kolejkę górską na świecie.
- 22 maja – wybory prezydenckie w Mongolii wygrał Nambaryn Enchbajar.
- 27 maja – w samobójczym zamachu bombowym na meczet w stolicy Pakistanu Islamabadzie zginęło 19 osób, a ponad 70 zostało rannych.
- 29 maja i 1 czerwca – w wyniku referendum Francja i Holandia odrzuciły Traktat Konstytucyjny dla UE.
- 30 maja – w Monachium oddano do użytku stadion piłkarski Allianz Arena.
- 31 maja:
  - Dominique de Villepin został premierem Francji.
  - rosyjski magnat naftowy Michaił Chodorkowski został skazany na 9 lat pozbawienia wolności za defraudację i uchylanie się od płacenia podatków.
- 1 czerwca – Holandia odrzuciła w referendum konstytucję dla Europy.
- 5 czerwca:
  - w wyniku referendum Szwajcaria zgodziła się na przystąpienie do układu z Schengen oraz zalegalizowała związki homoseksualne.
  - w Wietnamie pod przełęczą na granicy miasta wydzielonego Đà Nẵng i prowincji Thừa Thiên-Huế otwarto najdłuższy w Azji Południowo-Wschodniej tunel Hải Vân o długości 6280 metrów.
- 6 czerwca:
  - koncern Apple Computer ogłosił, że od 2006 roku jego komputery będą produkowane na podstawie technologii przedsiębiorstwa Intel. Zademonstrowano również działający system MacOS X na zwykłym komputerze typu PC.
  - pod wpływem protestów społecznych prezydent Boliwii Carlos Mesa Gisbert ogłosił rezygnację z urzędu.
- 7 czerwca – w wyborach prezydenckich na Węgrzech zwyciężył kandydat opozycji László Sólyom.
- 11 czerwca – ministrowie finansów państw grupy G8 uzgodnili anulowanie długów 18 najbiedniejszym krajom świata.
- 13 czerwca – Michael Jackson został uniewinniony od zarzutu molestowania seksualnego 13-letniego chłopca.
- 17 czerwca – w Iranie odbyła się I tura wyborów prezydenckich. Do II tury przeszli Ali Akbar Haszemi Rafsandżani i Mahmud Ahmadineżad.
- 20 czerwca – Vicente Fox jako pierwszy prezydent Meksyku od czasu rozpadu ZSRR przybył z wizytą do Moskwy.
- 21 czerwca:
  - Międzynarodowa Unia Astronomiczna nadała dwóm nowo odkrytym księżycom Plutona nazwy Nix i Hydra.
  - z powodu awarii rosyjskiej rakiety nośnej nie powiodła się próba wystrzelenia pojazdu kosmicznego Cosmos 1, pierwszego napędzanego przez żagiel słoneczny.
- 23 czerwca – 6 amerykańskich żołnierzy zginęło, a 14 zostało rannych w wyniku wybuchu samochodu-pułapki w irackiej Al-Falludży.
- 24 czerwca:
  - otwarto odbudowany Cmentarz Obrońców Lwowa.
  - Mahmud Ahmadineżad wygrał w drugiej turze wybory prezydenckie w Iranie.
- 25 czerwca – opozycyjna koalicja lewicowa wygrała wybory parlamentarne w Bułgarii.
- 28 czerwca:
  - zainaugurowano proces beatyfikacyjny Jana Pawła II.
  - 16 amerykańskich żołnierzy zginęło w zestrzelonym przez talibów śmigłowcu Boeing CH-47 Chinook w afgańskiej prowincji Kunar.
- 30 czerwca – hiszpański parlament przyjął ustawę legalizującą małżeństwa par homoseksualnych.
- 1 lipca – rozpoczęła się faza operacyjna misji EUJUST LEX.
- 2 lipca – odbyła się seria koncertów charytatywnych Live 8.
- 3 lipca – w Hiszpanii weszła w życie ustawa legalizująca małżeństwa homoseksualne.
- 4 lipca – impaktor sondy Deep Impact uderzył w kometę Tempel 1.
- 6 lipca – Londynowi przyznano prawo organizacji Letnich Igrzysk Olimpijskich 2012.
- 7 lipca – co najmniej 52 osoby zginęły, a 700 kolejnych zostało rannych w wyniku zamachu terrorystycznego w Londynie.
- 10 lipca – obywatele Luksemburga przyjęli w referendum Traktat ustanawiający Konstytucję dla Europy.
- 11 lipca – w Madrycie odbył się pierwszy w Hiszpanii ślub pary tej samej płci.
- 12 lipca:
  - Albert II został zaprzysiężony na władcę Monako.
  - 150 osób zginęło w katastrofie kolejowej w Pakistanie.
- 19 lipca – w Iranie, w mieście Meszhed wedle praw szariatu powieszono Mahmuda Asgari i Ajaza Marhoni, 15- i 18-letnich chłopców, za homoseksualizm.
- 20 lipca – na całym terytorium Kanady stały się legalne małżeństwa osób tej samej płci.
- 21 lipca – nieudany zamach terrorystyczny w Londynie. Niegroźny wybuch miał miejsce m.in. w londyńskim autobusie.
- 22 lipca:
  - Microsoft podał oficjalną nazwę systemu Windows Vista, wcześniej znanego jako Longhorn.
  - w londyńskim metrze został omyłkowo zastrzelony przez policję, wzięty za zamachowca-samobójcę, Brazylijczyk Jean Charles de Menezes.
- 23 lipca – trzy zamachy bombowe w egipskim kurorcie Szarm el-Szejk nad Morzem Czerwonym.
- 26 lipca:
  - Mohammed Bouyeri, zabójca holenderskiego reżysera Theo van Gogha, został skazany przez amsterdamski sąd na karę dożywotniego pozbawienia wolności.
  - rozpoczęła się misja STS-114 promu kosmicznego Discovery, pierwsza po katastrofie promu Columbia 1 lutego 2003 roku.
- 28 lipca – IRA oficjalnie ogłosiła koniec walki zbrojnej.
- 29 lipca – astronomowie z California Institute of Technology (Caltech) w Pasadenie ogłosili odkrycie obiektu 2003UB313 – dziesiątej planety Układu Słonecznego; konsekwencją tego odkrycia było opracowanie nowej definicji planety (przyjętej w 2006 podczas sympozjum Międzynarodowej Unii Astronomicznej w Pradze), kiedy to liczbę planet zredukowano do ośmiu i zdecydowano, że nowo odkryte ciało niebieskie (nazwane Eris), wraz z Plutonem i Ceres, zaliczone będzie do nowej klasy obiektów – planet karłowatych.
- 30 lipca:
  - Rosja na mocy porozumienia z 30 maja 2005 rozpoczęła wycofywanie swoich wojsk z baz wojskowych położonych na terenie Gruzji.
  - śmierć w wyniku katastrofy lotniczej lidera rebeliantów z południa i wiceprezydenta Sudanu Johna Garanga.
- 1 sierpnia – Abd Allah ibn Abd al-Aziz Al Su’ud został królem Arabii Saudyjskiej.
- 2 sierpnia – na lotnisku w Toronto doszło do katastrofy Airbusa A340. Nikt z 309 osób na pokładzie nie zginął.
- 3 sierpnia:
  - Mahmud Ahmadineżad został prezydentem Iranu.
  - po obaleniu Maaouya Ould Sid’Ahmed Tayi prezydentem Mauretanii został Ili uld Muhammad Fal.
- 5 sierpnia:
  - László Sólyom został prezydentem Węgier.
  - 12 osób zginęło, a około 150 zostało rannych w zamachu bombowym na hotel Marriott w Dżakarcie, przeprowadzonym przez ugrupowanie Dżama’a Islamijja.
- 9 sierpnia – wahadłowiec Discovery wylądował w bazie wojskowej Edwards, kończąc misję STS-114.
- 12 sierpnia – z przylądka Canaveral na Florydzie wystartowała rakieta Atlas V 401 z sondą Mars Reconnaissance Orbiter na pokładzie.
- 14 sierpnia – w katastrofie cypryjskiego Boeinga na północ od Aten zginęło 121 osób.
- 15 sierpnia – rozpoczęła się przymusowa ewakuacja wszystkich 21 żydowskich osiedli ze Strefy Gazy i 4 ze 120 z Zachodniego Brzegu Jordanu.
- 16 sierpnia:
  - XX Światowe Dni Młodzieży z udziałem papieża Benedykta XVI rozpoczęły się w Kolonii w Niemczech.
  - papież Benedykt XVI złożył wizytę w kolońskiej synagodze. Była to druga wizyta głowy kościoła rzymskokatolickiego w synagodze.
  - w zachodniej Wenezueli, wskutek oblodzenia skrzydeł, rozbił się samolot MD-82. Zginęło 160 osób.
- 18 sierpnia – w wyniku blackoutu na indonezyjskiej wyspie Jawa 100 mln osób zostało pozbawionych energii elektrycznej.
- 23 sierpnia – na Bahamach uformował się huragan Katrina.
- 26 sierpnia – w pożarze paryskiego wieżowca zamieszkanego przez afrykańskich emigrantów zginęło 17 osób, w tym 14 dzieci.
- 27 sierpnia – w szwedzkim Malmö został oddany do użytku Turning Torso, drugi pod względem wysokości mieszkalny wieżowiec w Europie (190 m).
- 29 sierpnia – huragan Katrina splądrował wybrzeża stanów Luizjana, Missisipi i Alabama. Śmierć poniosło ponad 1000 osób.
- 31 sierpnia – w Bagdadzie w wyniku paniki, która wybuchła na moście, zginęło 1199 osób.
- 1 września – w Europie i Australii odbyła się premiera pierwszej wersji PSP, czyli 1000 (FAT).
- 5 września:
  - w Medan na Sumatrze, podczas nieudanej próby startu, rozbił się Boeing 737 należący do Mandala Airlines; zginęło 100 spośród 117 osób na pokładzie. Śmierć poniosło również 44 mieszkańców miasta, a 26 zostało rannych.
  - w pożarze Pałacu Kultury w Bani Suwajf w środkowym Egipcie zginęło 46 osób.
- 7 września – w Egipcie odbyło się pierwsze referendum zatwierdzające wybór Hosniego Mubaraka na kolejną 6-letnią kadencję przez Zgromadzenie Ludowe.
- 8 września – na Ukrainie upadł pierwszy rząd Julii Tymoszenko.
- 11 września:
  - Izrael oficjalnie ogłosił koniec 38-letniej okupacji Strefy Gazy.
  - w Japonii odbyły się przedterminowe wybory parlamentarne.
- 14 września – rozpoczął się Światowy Szczyt ONZ w Nowym Jorku.
- 15 września – uchwalono konstytucję Iraku.
- 16 września – zakończył się Światowy Szczyt ONZ w Nowym Jorku.
- 18 września – koalicja CDU/CSU pod przewodnictwem Angeli Merkel wygrała przedterminowe wybory parlamentarne w Niemczech.
- 24 września – Huragan Rita uderzył w amerykańskie stany Teksas i Luizjana.
- 26 września – Irlandzka Armia Republikańska rozpoczęła zdawanie broni, realizując warunki porozumienia wielkopiątkowego.
- 28 września – Departament Obrony Stanów Zjednoczonych ostatecznie zaaprobował wprowadzenie do produkcji seryjnej samolotów V-22 Osprey.
- 30 września:
  - duński dziennik „Jyllands-Posten” zamieścił na swych łamach kontrowersyjne karykatury Mahometa.
  - uchwalono nowy statut autonomii Katalonii.
- 1 października – w wyniku zamachów terrorystycznych na wyspie Bali zginęło 26 osób.
- 8 października:
  - trzęsienie ziemi w Indiach, Pakistanie i Afganistanie. Śmierć ponad 30 000 osób.
  - otwarto odbudowany Most Wolności nad Dunajem w Nowym Sadzie (Serbia), zniszczony w czasie nalotów NATO w 1999 roku.
- 12 października – wystrzelono drugi w historii chiński statek kosmiczny Szenzhou VI, na jego pokładzie dwóch astronautów przez pięć dni przebywało w przestrzeni kosmicznej.
- 13 października – w walkach po ataku czeczeńskich separatystów na miasto Nalczyk zginęło 137 osób.
- 15 października:
  - nad zachodnim Atlantykiem uformował się huragan Wilma.
  - obywatele Iraku przyjęli w referendum nową konstytucję.
- 19 października – rozpoczął się proces Saddama Husajna, oskarżonego o zbrodnie przeciwko ludzkości.
- 22 października:
  - huragan Wilma uderzył we wschodnie wybrzeże Meksyku, pozbawiając dziesiątki tysięcy ludzi dachu nad głową.
  - w Nigerii 117 osób zginęło w katastrofie lotu Bellview 210.
- 23 października – Kanonizacja bł. Józefa Bilczewskiego przez papieża Benedykta XVI.
- 25 października – masakra 85 muzułmanów w Tak Bai w Tajlandii.
- 27 października – we Francji wybuchły zamieszki po tym, jak zginęło dwóch nastolatków-imigrantów, którzy uciekając przed policją, ukryli się w stacji transformatorowej.
- 29 października – 61 osób zginęło w zamachach bombowych w Nowym Delhi.
- 30 października – ponownie poświęcono kościół Marii Panny w Dreźnie, odbudowany po zniszczeniu w czasie bombardowania w 1945 roku.
- 1 listopada – Zgromadzenie Ogólne ONZ uchwaliło Międzynarodowy Dzień Pamięci o Ofiarach Holokaustu, wyznaczając jego datę na 27 stycznia – rocznicę wyzwolenia obozu Auschwitz-Birkenau.
- 7 listopada:
  - nastąpiła eskalacja zamieszek na przedmieściach Paryża i w innych częściach Francji, zamieszkanych przez emigrantów z Północnej Afryki. Zginęła jedna osoba, spłonęło ponad 1400 samochodów, w tym polski autokar.
  - stolica Birmy została przeniesiona z Rangunu do Naypyidaw.
- 8 listopada – w Australii policja aresztowała 16 osób oskarżonych o przygotowywanie ataku terrorystycznego. Znaleziono broń i środki chemiczne służące do produkcji bomb podobnych do użytych w zamachach w Londynie w lecie 2005.
- 9 listopada:
  - Europejska Agencja Kosmiczna: w kierunku Wenus wysłana została sonda Venus Express.
  - Amman, Jordania: w wyniku samobójczych zamachów bombowych na trzy hotele zginęło 60 osób, a ponad 100 zostało rannych.
- 10 listopada – został oddany do użytku Wielki Teleskop Południowoafrykański.
- 17 listopada – w wyborach prezydenckich na Sri Lance premier Mahinda Rajapakse pokonał byłego premiera Ranila Wickremesinghe.
- 18 listopada – po raz kolejny pobito rekord Guinnessa w przewracaniu kostek domina (Domino Day).
- 19 listopada:
  - Irak: masakra w Al-Hadisie.
  - Albert II został intronizowany na księcia Monako.
  - japońska sonda kosmiczna Hayabusa wylądowała na planetoidzie Itokawa.
  - Mahinda Rajapaksa został prezydentem Sri Lanki.
- 21 listopada:
  - premier Izraela Ariel Szaron po opuszczeniu Likudu założył centrową partię Kadima.
  - podczas swojej podróży do Azji George W. Bush jako pierwszy urzędujący prezydent USA złożył wizytę w Mongolii.
- 22 listopada – Angela Merkel została pierwszą w historii kobietą zaprzysiężoną na stanowisku kanclerza Niemiec.
- 23 listopada – uruchomiono metro w Valparaíso w Chile.
- 25 listopada – słowacka fujara pasterska została wpisana na listę Arcydzieł Ustnego i Niematerialnego Dziedzictwa Ludzkości UNESCO.
- 27 listopada:
  - Manuel Zelaya wygrał wybory prezydenckie w Hondurasie.
  - w klinice we francuskim Amiens dokonano pierwszego w świecie przeszczepu fragmentu twarzy pacjentce pogryzionej przez psa.
- 30 listopada – Omar Bongo, najdłużej urzędujący afrykański prezydent (od 1967 roku), zwyciężył kolejny raz w wyborach prezydenckich w Gabonie.
- 4 grudnia – Nursułtan Nazarbajew wygrał po raz trzeci wybory prezydenckie w Kazachstanie.
- 5 grudnia – w Wielkiej Brytanii wszedł w życie Civil Partnership Act, przy czym pierwsze związki partnerskie par tej samej płci zarejestrowano dopiero 19 grudnia.
- 6 grudnia – w Teheranie w wyniku uderzenia samolotu w 10-kondygnacyjny budynek mieszkalny zginęło ponad 120 osób.
- 7 grudnia – na Teneryfie został aresztowany chorwacki zbrodniarz wojenny Ante Gotovina.
- 9 grudnia:
  - rozpoczęto budowę Gazociągu Północnego.
  - w Londynie zakończono eksploatację piętrowych autobusów Routemaster.
- 10 grudnia
  - w Nigerii w katastrofie lotu Sosoliso Airlines 1145 zginęło 108 osób, ocalały 2.
  - w Sanya (Chiny) Islandka Unnur Birna Vilhjálmsdóttir zdobyła tytuł Miss Świata.
  - wystartowała rosyjska telewizja informacyjna w języku angielskim Russia Today.
- 11 grudnia:
  - zakończyła się pierwsza tura wyborów prezydenckich w Chile, do drugiej tury przeszli Michelle Bachelet (CPD) i Sebastián Piñera (RN).
  - w miejscowości Leverstock Green na północ od Londynu doszło do serii silnych eksplozji w składzie paliw Buncefield należącym do spółki Total Texaco. Ranne zostały 43 osoby, ponad 2 tysiące ewakuowano.
- 15 grudnia – odbyły się wybory parlamentarne w Iraku.
- 16 grudnia – awaria prądu w Karkonoszach na terenie Czech.
- 17 grudnia – na szczycie UE w Brukseli osiągnięto porozumienie w sprawie unijnego budżetu na lata 2007–2013.
- 18 grudnia – Evo Morales został wybrany prezydentem Boliwii.
- 20 grudnia – Binjamin Netanjahu został przewodniczącym izraelskiego prawicowego ugrupowania Likud.
- 21 grudnia:
  - port lotniczy Ułan Bator otrzymał imię Czyngis-chana.
  - weszła w życie brytyjska ustawa o związkach partnerskich (Civil Partnership Act). Tego samego dnia Elton John zawarł cywilny związek partnerski z Davidem Furnishem po 12 latach związku.
- 23 grudnia:
  - rozpoczął się konflikt czadyjsko-sudański.
  - zakończyła swą działalność Sekcja polska radia BBC.
  - w katastrofie lotu Azerbaijjan Airlines 217 na Morzu Kaspijskim zginęły wszystkie 23 osoby na pokładzie.
- 25 grudnia – w wyniku błędu pracowników doszło do uszkodzenia i wyłączenia reaktora nr 1 w jedynej na kontynencie afrykańskim elektrowni atomowej Koeberg w Południowej Afryce.
- 28 grudnia – wyniesiono na orbitę satelitę GIOVE-A, pierwszego należącego do europejskiego systemu nawigacji satelitarnej Galileo.

## Wydarzenia sportowe
- 13 lutego – amerykański koszykarz Karl Malone zakończył karierę sportową.
- 16 lutego – definitywnie odwołano rozgrywki sezonu 2004/05 w NHL.
- 20 marca – norweski skoczek narciarski Bjørn Einar Romøren ustanowił rekord świata na skoczni Letalnica (239 m.)
- 5 kwietnia - doszło do pierwszego spotkania między klubami Liverpool FC i Juventus od czasów zamieszek na Heysel w 1985 roku
- 25 maja – FC Liverpool z Jerzym Dudkiem w bramce pokonał A.C. Milan w rozgrywanym w Stambule finale Ligi Mistrzów UEFA.
- 14 czerwca:
  - powołano do życia Ekstraklasę SA.
  - w Atenach, Jamajczyk Asafa Powell ustanowił rekord świata w biegu na 100 m wynikiem 9,77 s.
- 1 lipca – w Saint-Denis, płotkarka Anna Jesień ustanowiła rekord Polski w biegu na 400 m ppł. wynikiem 53,96 s.
- 6 lipca – Londynowi przyznano prawo organizacji Letnich Igrzysk Olimpijskich 2012.
- 19 lipca – Czech Ondřej Sosenka na torze kolarskim Kryłatskoje w Moskwie ustanowił kolarski rekord świata w jeździe godzinnej (49,700 km).
- 22 lipca – Rosjanka Jelena Isinbajewa podczas mityngu w Londynie jako pierwsza kobieta osiągnęła wysokość 5 metrów w skoku o tyczce.
- 10 września – Tony Rickardsson został indywidualnym mistrzem świata na żużlu.
- 25 września – polskie siatkarki pokonując Włoszki 3:1 obroniły tytuł mistrzyń Europy z 2003 z Turcji.
- wrzesień – Polacy zdobyli pierwsze miejsce w grze komputerowej Counter-Strike 1.6 na WCG.
- 12 października – Manchester: w meczu eliminacyjnym do mistrzostw świata Anglia pokonała Polskę 2:1.
- 24 października – powstała gra Club Penguin.

## Urodzili się
- 2 stycznia – Lola Radivojević, serbska tenisistka
- 4 stycznia – Dafne Keen, brytyjsko-hiszpańska aktorka
- 10 stycznia – Anne Häckel, niemiecka kombinatorka norweska
- 11 stycznia – Roksana Węgiel, polska piosenkarka
- 18 stycznia – Benedetta Pilato, włoska pływaczka
- 24 stycznia – Karmen Bruus, estońska lekkoatletka, skoczkini wzwyż
- 29 stycznia – Kacper Tkocz, polski żużlowiec
- 2 lutego – Lola Radivojević, serbska tenisistka
- 3 lutego – AniKa Dąbrowska, polska piosenkarka
- 19 lutego – Alma Deutscher, brytyjska kompozytorka, skrzypaczka
- 25 lutego – Arda Güler, turecki piłkarz
- 10 marca – Anastasija Mietiołkina, rosyjsko-gruzińska łyżwiarka figurowa
- 12 marca – Iida Pöllänen, fińska siatkarka
- 13 marca – Lucie Havlíčková, czeska tenisistka
- 26 marca – Ella Anderson, amerykańska aktorka
- 2 kwietnia – Sofia Costoulas, belgijska tenisistka
- 4 kwietnia – Marien, polska piosenkarka
- 8 kwietnia – Leah Isadora Behn, członkini norweskiej rodziny królewskiej
- 14 kwietnia:
  - Dean Huijsen, holendersko-hiszpański piłkarz
  - Marissa, polska piosenkarka, kompozytorka, autorka tekstów
- 16 kwietnia – Lee Hae-in, południowokoreańska łyżwiarka figurowa
- 18 kwietnia – Jerica Jesenko, słoweńska skoczkini narciarska
- 25 kwietnia – Filip Luberecki, polski piłkarz
- 8 maja – Oliver Bearman, brytyjski kierowca wyścigowy
- 12 maja – Wiktorija Listunowa, rosyjska gimnastyczka sportowa
- 23 maja – Alexandra Eala, filipińska tenisistka
- 25 maja – Bella Sims, amerykańska pływaczka
- 30 maja – Shi Han, chińska tenisistka
- 3 czerwca – Désiré Doué, francuski piłkarz
- 5 czerwca – Jan Ziółkowski, polski piłkarz
- 15 czerwca:
  - Alona Kanyszewa, rosyjska łyżwiarka figurowa
  - Michella Nassisi, polska koszykarka
- 18 czerwca – Naura Ayu, indonezyjska piosenkarka, aktorka
- 25 czerwca:
  - Céline Naef, szwajcarska tenisistka
  - Gabriele Vulpitta, włoski tenisista
- 26 czerwca – Aleksja, holenderska księżniczka
- 7 lipca – Maksymilian Granieczny, polski siatkarz
- 11 lipca – Jovan Mijatović, serbski piłkarz
- 17 lipca – Theoz, szwedzki piosenkarz
- 26 lipca – Angelina Topić, serbska lekkoatletka, skoczkini wzwyż
- 28 lipca – Sina Arnet, szwajcarska skoczkini narciarska
- 5 sierpnia – Alexandra Rexová, słowacka niepełnosprawna narciarka alpejska
- 9 sierpnia – Victoria Jiménez Kasintseva, andorska tenisistka
- 13 sierpnia – Asahi Sakano, japoński skoczek narciarski (zm. 2025)
- 15 sierpnia – Cornelia Öhlund, szwedzka narciarka alpejska
- 18 sierpnia:
  - Jakob Steinberger, austriacki skoczek narciarski
  - Simon Steinberger, austriacki skoczek narciarski
- 30 sierpnia – Jelena Pridankina, rosyjska tenisistka
- 1 września – Jakub Menšík, czeski tenisista
- 12 września – Juri Kesseli, szwajcarski skoczek narciarski
- 17 września – Jakub Lewicki, polski piłkarz
- 27 września – Tobias Fröier, szwedzki skoczek narciarski
- 28 września – Laura Bernat, polska pływaczka
- 27 października – Taylah Preston, australijska tenisistka
- 28 października – Paweł Sowiński, polski koszykarz
- 31 października – Eleonora Burbon, hiszpańska księżniczka
- 4 listopada – Lorenzo Sciahbasi, włoski tenisista
- 11 listopada – Rio Sakurai, japońska piosenkarka
- 14 listopada – Ella Seidel, niemiecka tenisistka
- 16 listopada – Mariam Mamadaszwili, gruzińska piosenkarka
- 22 listopada – Max Liñan(inne języki), hiszpański skoczek do wody
- 23 listopada – Ajša Sivka, słoweńska koszykarka
- 28 listopada:
  - Harshita Mor, indyjska zapaśniczka
  - Dominika Ullmann, polska koszykarka
- 4 grudnia:
  - Petra Marčinko, chorwacka tenisistka
  - Jakub Szumert, polski koszykarz
- 6 grudnia – Julia Jeziorna, polska koszykarka
- 15 grudnia – Tiantsoa Rakotomanga Rajaonah, francuska tenisistka
- 16 grudnia – Emilia Dankwa, polska aktorka
- 18 grudnia – Marek Zakrzewski, polski lekkoatleta, sprinter

## Zdarzenia astronomiczne

### Styczeń
- 1 stycznia – kometa Machholza
- 2 stycznia – Ziemia najbliżej Słońca: 147,099 mln km
- 10 stycznia – Księżyc najbliżej Ziemi: 356 573 km

### Luty
- 4 lutego – zakrycie Antaresa przez Księżyc

### Kwiecień
- 8 kwietnia – obrączkowo-całkowite zaćmienie Słońca (Saros 129) widoczne nad południowym Pacyfikiem. Zaćmienie to jest przykładem najrzadziej występującego typu zaćmienia. Zaćmienie obrączkowe rozpoczęło się na Pacyfiku, trochę na południowy wschód od Nowej Zelandii. Daleko na południowym Pacyfiku zmieniło się w zaćmienie całkowite. Największe zaćmienie całkowite trwające 42 sekundy nastąpiło daleko od brzegów. Zmieniając się ponownie w zaćmienie obrączkowe, pas wszedł na ląd w Ameryce Środkowej, na granicy Kostaryki i Panamy. Natomiast zaćmienie częściowe było widoczne z dużej powierzchni Ziemi[3].
- 22 kwietnia – maksimum roju meteorów Lirydów.
- 24 kwietnia – półcieniowe zaćmienie Księżyca

### Maj
Długość dnia rośnie od niemal piętnastu godzin do szesnastu i pół godziny (1 maja wschód Słońca o 5:05, zachód o 20:01; 31 maja wschód o 4:21, zachód o 20:46). W nocy z 5 na 6 maja przypada maksimum aktywności roju meteorów eta Akwarydów. Związane z kometą Halleya meteory wybiegają z konstelacji Wodnika.

### Czerwiec
Astronomiczne lato rozpoczyna się 21 czerwca o 8:46. Tego dnia dzień trwa szesnaście godzin i 47 minut. W południe Słońce wznosi się na wysokość 61,2 stopnia.

### Lipiec
Na początku miesiąca dzień trwa szesnaście godzin i 41 minut, pod koniec o ponad godzinę krócej. W drugiej połowie miesiąca widok nieba urozmaicają roje meteorów. Najciekawsze z nich są południowe delta Akwarydy z maksimum aktywności 28 lipca.
- 5 lipca – Ziemia najdalej od Słońca; 152,102 mln km

### Sierpień
Pod koniec miesiąca noc jest dłuższa od najkrótszej w roku o ponad trzy godziny. Jak co roku pojawiają się Perseidy z maksimum w nocy z 12 na 13 sierpnia.
- 4 sierpnia – Księżyc najdalej od Ziemi: 406 628 km.

### Wrzesień
Na początku miesiąca Słońce jest nad horyzontem przez 13,5 godziny, wznosząc się na wysokość ponad 45 stopni. 30 września dzień trwa jedenaście godzin i 40 minut, wysokość Słońca nad horyzontem w południe zaledwie 34,8°. 23 września o 00:23 rozpoczyna się astronomiczna jesień.

### Październik
Na jesiennym niebie dwa roje meteorów. Na początku miesiąca Drakonidy wybiegające z gwiazdozbioru Smoka i od 2 października do 7 listopada meteory związane z kometą Halleya wybiegające z gwiazdozbioru Oriona.
- 3 października – obrączkowe zaćmienie Słońca (Saros 134) (północna Portugalia, Hiszpania, wschodnia Afryka); w Polsce częściowe, do 54%. Największe zaćmienie trwające cztery minuty 31 sekund wystąpiło w Sudanie na północny wschód od miejscowości Salim[3].
- 8 października – maksimum aktywności roju Drakonidów.
- 17 października – częściowe zaćmienie Księżyca: 7%; w Polsce niewidoczne.
- 21 października – maksimum aktywności roju Orionidów
- 30 października – zmiana czasu z letniego na zimowy (z 3:00 na 2:00)[7].

### Listopad
Noce na początku miesiąca trwają ponad 14, pod koniec 16 godzin. W połowie miesiąca od 14 do 21 listopada wpadają w ziemską atmosferę odłamki komety 55P/Tempel-Tuttle. Obserwowane z Ziemi meteory wydają się wybiegać z gwiazdozbioru Lwa. Maksimum aktywności roju Leonidów przypada na 17 listopada.

### Grudzień
Astronomiczna zima rozpoczyna się 21 o godzinie 19:34. Dzień ten trwał siedem godzin i 42 minuty, a Słońce wzniosło się w południe na wysokość 14 stopni nad horyzont. W wigilię Słońce zaszło o 15:27, a ciemna astronomiczna noc rozpoczęła się o 17:33.

## Nagrody Nobla
- z fizyki – Roy Glauber, John L. Hall, Theodor Hänsch
- z chemii – Yves Chauvin, Robert H. Grubbs, Richard R. Schrock
- z medycyny – Robin Warren, Barry Marshall
- z literatury – Harold Pinter
- nagroda pokojowa – Mohamed ElBaradei, Międzynarodowa Agencja Energii Atomowej
- z ekonomii – Robert Aumann, Thomas Schelling

## Święta ruchome
- Tłusty czwartek: 3 lutego
- Ostatki: 8 lutego
- Popielec: 9 lutego
- Niedziela Palmowa: 20 marca
- Wielki Czwartek: 24 marca
- Pamiątka śmierci Jezusa Chrystusa: 24 marca
- Wielki Piątek: 25 marca
- Wielka Sobota: 26 marca
- Wielkanoc: 27 marca
- Poniedziałek Wielkanocny: 28 marca
- Wniebowstąpienie Pańskie: 5 maja
- Zesłanie Ducha Świętego: 15 maja
- Boże Ciało: 26 maja

## Dane statystyczne
Ludność w mln
- Świat: 6503,2
- 1  Chiny: 1306,3
- 2  Indie: 1108
- –  Unia Europejska: 486,6
- 3  USA: 295,7
- 4  Indonezja: 242
- 5  Brazylia: 186,1
- 6  Pakistan: 162,4
- 7  Bangladesz: 144,3
- 8  Rosja: 143,4
- 9  Nigeria: 128,8
- 10  Japonia: 127,4
- 11  Meksyk: 106,2
- 12  Filipiny: 87,9
- 13  Wietnam: 83,5
- 14  Etiopia: 74,3
- 15  Egipt: 79,2
- 34  Polska: 38,24